# Heterodrilus hispidus
Heterodrilus hispidus är en ringmaskart som beskrevs av Erséus 1986. Heterodrilus hispidus ingår i släktet Heterodrilus och familjen glattmaskar. Inga underarter finns listade i Catalogue of Life.